# Panneau de signalisation de sens interdit en France
Le panneau de signalisation routière, constitué d’un disque à fond rouge barré d’un rectangle blanc horizontal, et borduré d’un listel blanc, codé B1 en France, signifie « accès interdit ». Placé au début des chaussées, il indique que les véhicules ne peuvent pas accéder à la zone par le passage concerné. Il est complété en 2015 par un panneau d'accès interdit sur fond jaune vif destiné à être implanté sur les bretelles de sortie des routes à chaussées séparées afin de lutter plus efficacement contre les prises à contresens.

## Histoire
Avant la Seconde Guerre mondiale, les panneaux de sens interdit en France figuraient une inscription « Sens interdit ». Pendant l'Occupation, les Allemands firent modifier ces panneaux en introduisant le symbole de la barre blanche (accès barré).
En 2015, un nouveau panneau de sens interdit sur fond jaune vif est créé. Il est destiné à être implanté sur les bretelles de sortie des autoroutes et routes à chaussées séparées sans accès riverain afin de lutter plus efficacement contre les prises à contresens,.

Premier panneau de sens interdit avec inscription en France, codifié IV-02
Panneau de signalisation de sens interdit avec barre horizontale, codifié IV-01

## Usage

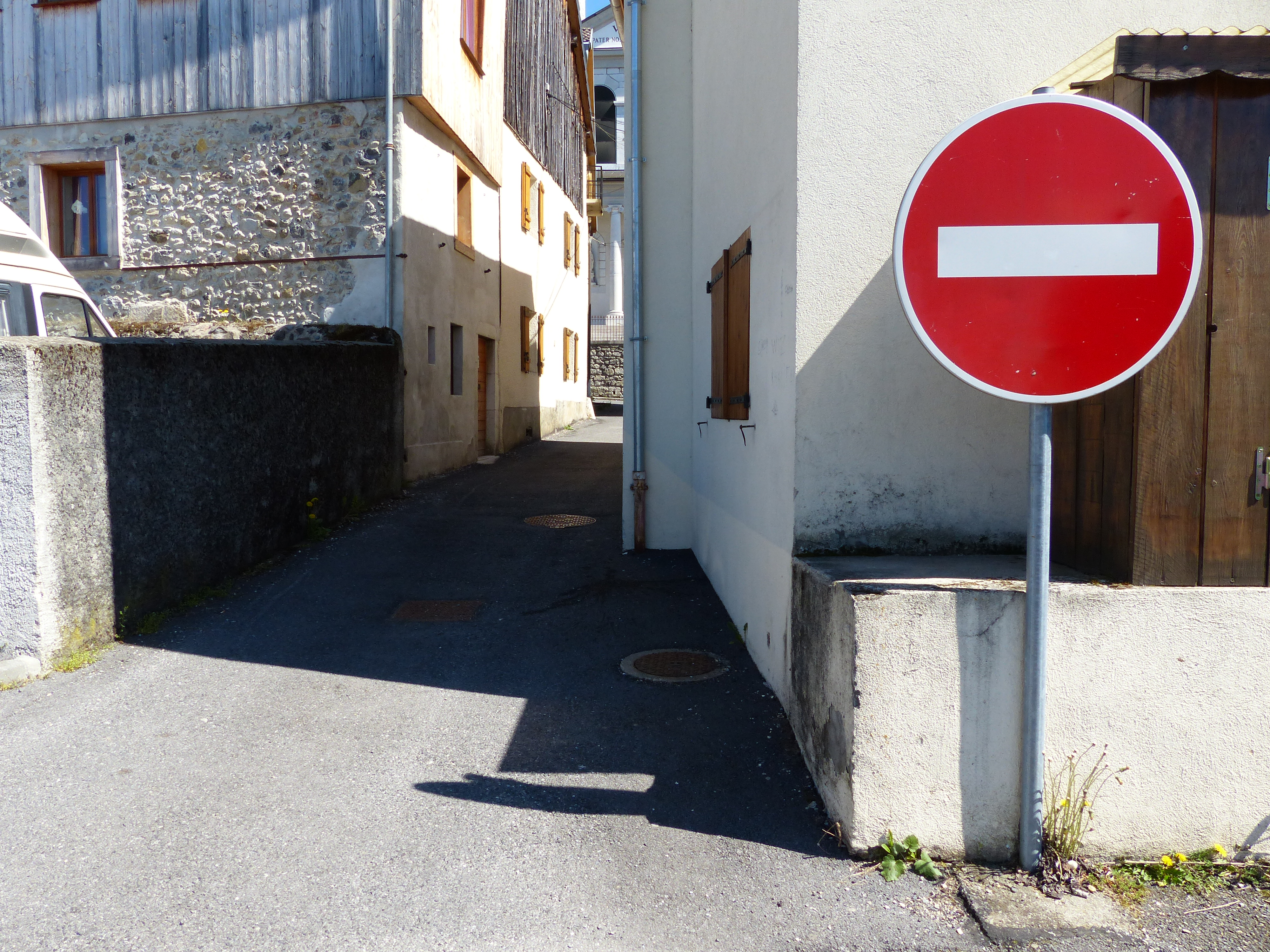
Panneau B1, Viuz-en-Sallaz, Haute-Savoie.

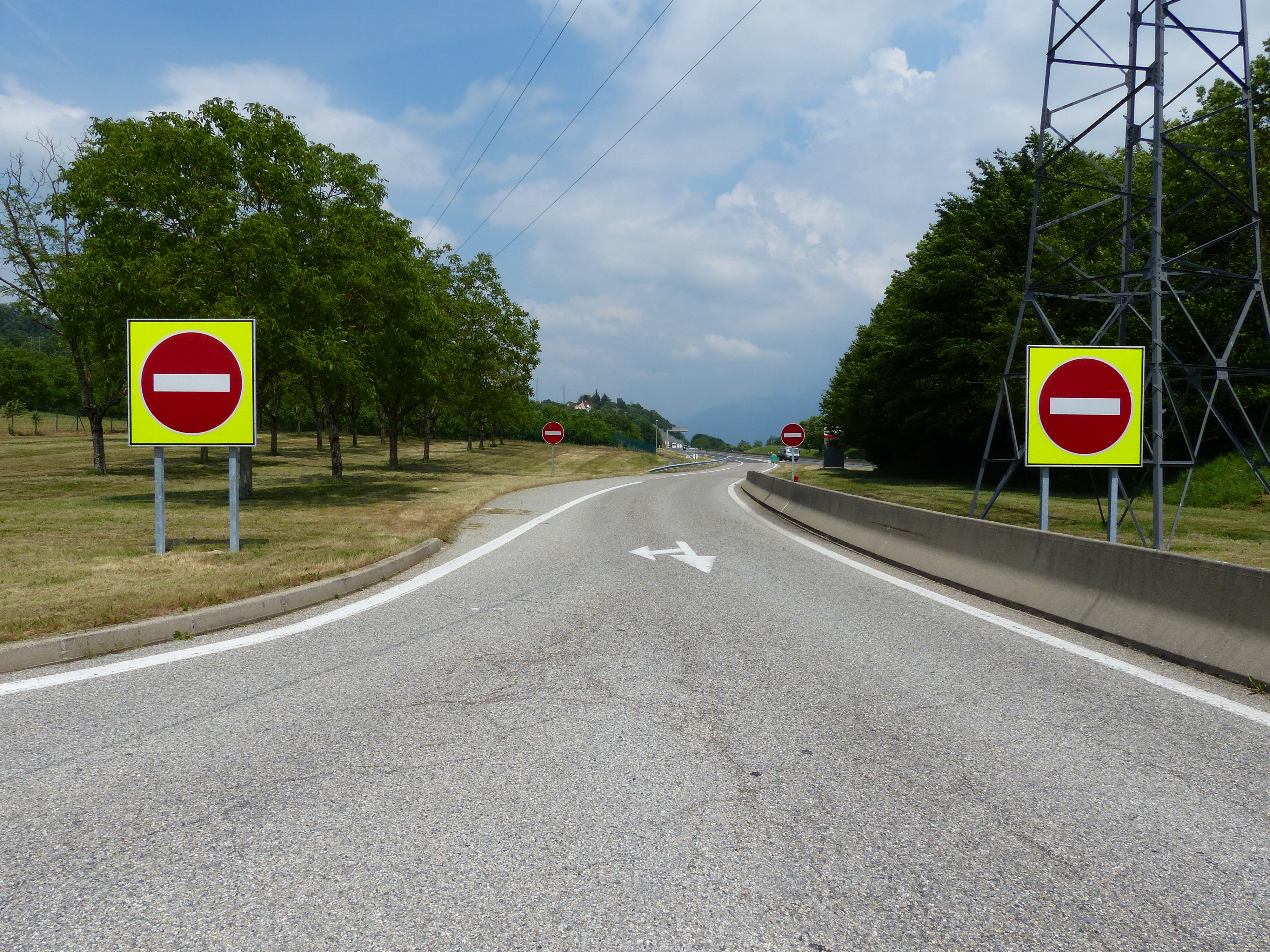
Panneaux B1j sur voie d'accès à une aire de repos, autoroute A49, Isère.

Les panneaux B1 et B1j indiquent au début des chaussées en sens unique que les véhicules peuvent seulement y circuler en sens inverse.
Lorsque l’interdiction ne s’applique pas d’une façon permanente, il y a lieu d’utiliser de préférence un panneau mobile occultable ou pliable complété par un panonceau d’indications diverses M9.
Il peut également être complété par un panonceau de distance M1.
Attention, ce panneau B1 ne signifie pas « sens unique ». L’existence d’un sens unique doit faire l’objet d’une signalisation placée et complété du panneau C12 (flèche blanche sur fond bleu borduré d'un listel blanc), non seulement au début de la section concernée, mais aussi à toutes les intersections (autres que celles avec des voies privées non ouvertes à la circulation publique ou des chemins de terre) par lesquelles des véhicules peuvent accéder à cette section. Dans certains cas, (souci de l’environnement par exemple), on peut ne pas poser les panneaux B1 si la même indication est donnée par des panneaux B2 ou B21 visibles par les usagers des voies affluentes. Il ne faut user de cette faculté qu’avec modération. Enfin, le panneau B1 ne signifie pas « accès interdit à tous véhicules », pour cette indication il faudra se référer au panneau B0.
Sur les bretelles d’entrée sur une autoroute ou sur route à chaussées séparées, les panneaux B1j ne sont implantés que si la bretelle provient d’une autre autoroute ou d’une route à chaussées séparées. Ils sont implantés de manière à être vus depuis la section courante par un usager supposé avoir pris l’autoroute à contre sens.
Sur les bretelles de sortie d’une autoroute ou d’une route à chaussées séparées, au niveau du carrefour de raccordement, deux panneaux B1j sont implantés à droite et à gauche de la bretelle.
Pour alerter l’usager ayant emprunté la bretelle à contre sens deux autres panneaux B1j sont répétés. Cette disposition est applicable aux bretelles d’accès aux aires annexes.
Lorsque sur une chaussée à sens unique il existe une voie à contresens réservée à certains usagers, l’interdiction d’emprunter cette voie dans le sens général est notifiée par un panneau B1 qui ne s’applique qu’à ladite voie.
Ce panneau est aussi fréquemment utilisé à la place du panneau de signalisation de circulation interdite B0.
Il est également utilisé sur les « feux de chantier manuels », une des faces du panneau comporte un sens interdit (K10b) et l'autre un disque vert (K10a). Les ouvriers chargés de faire la circulation tournent le panneau alternativement pour laisser passer les usagers dans un sens puis dans l'autre.

Usages du panneau de signalisation de sens interdit
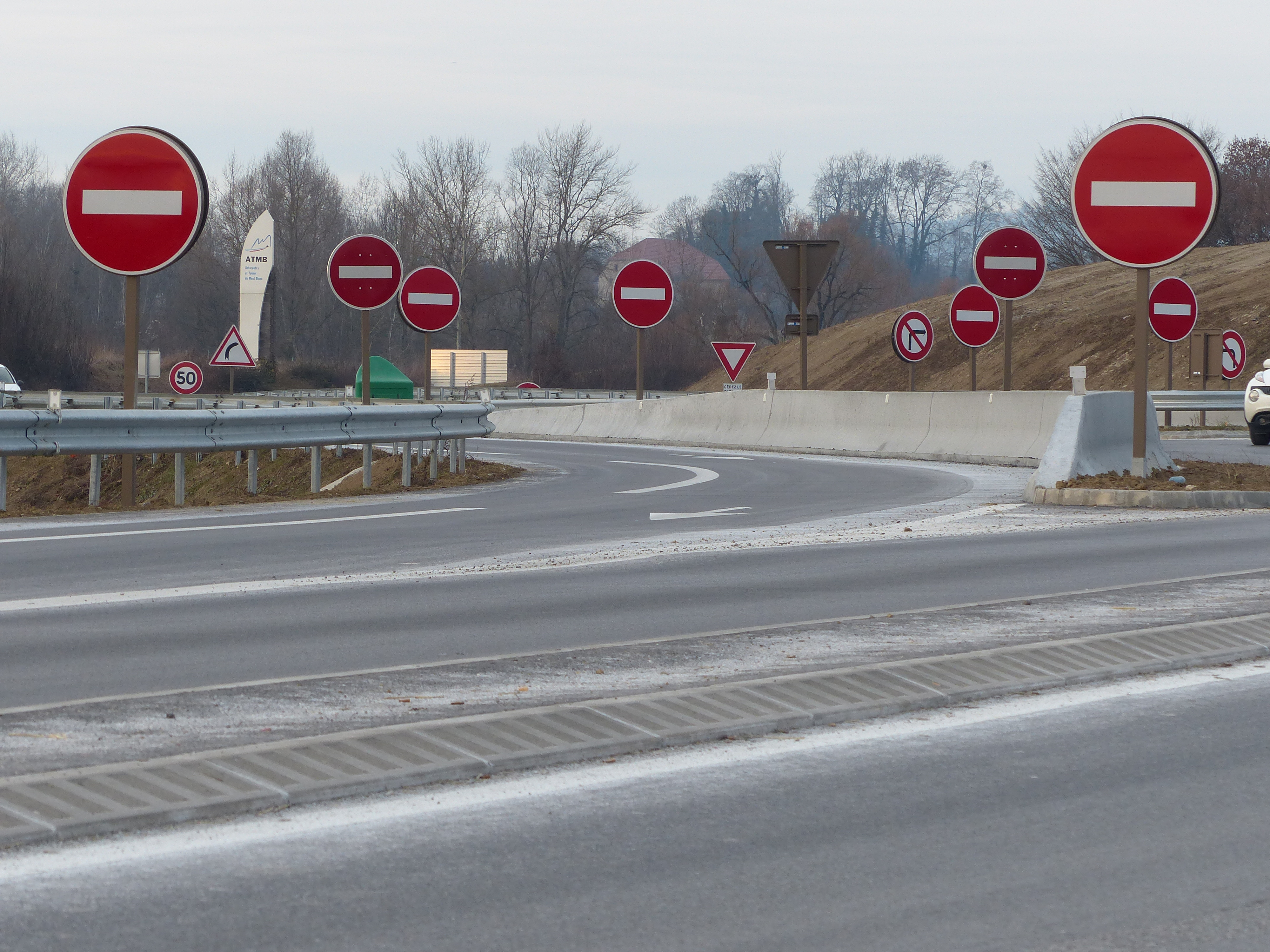
Panneaux B1 doublés et répétés sur chacun des côtés d’une bretelle de sortie autoroutière
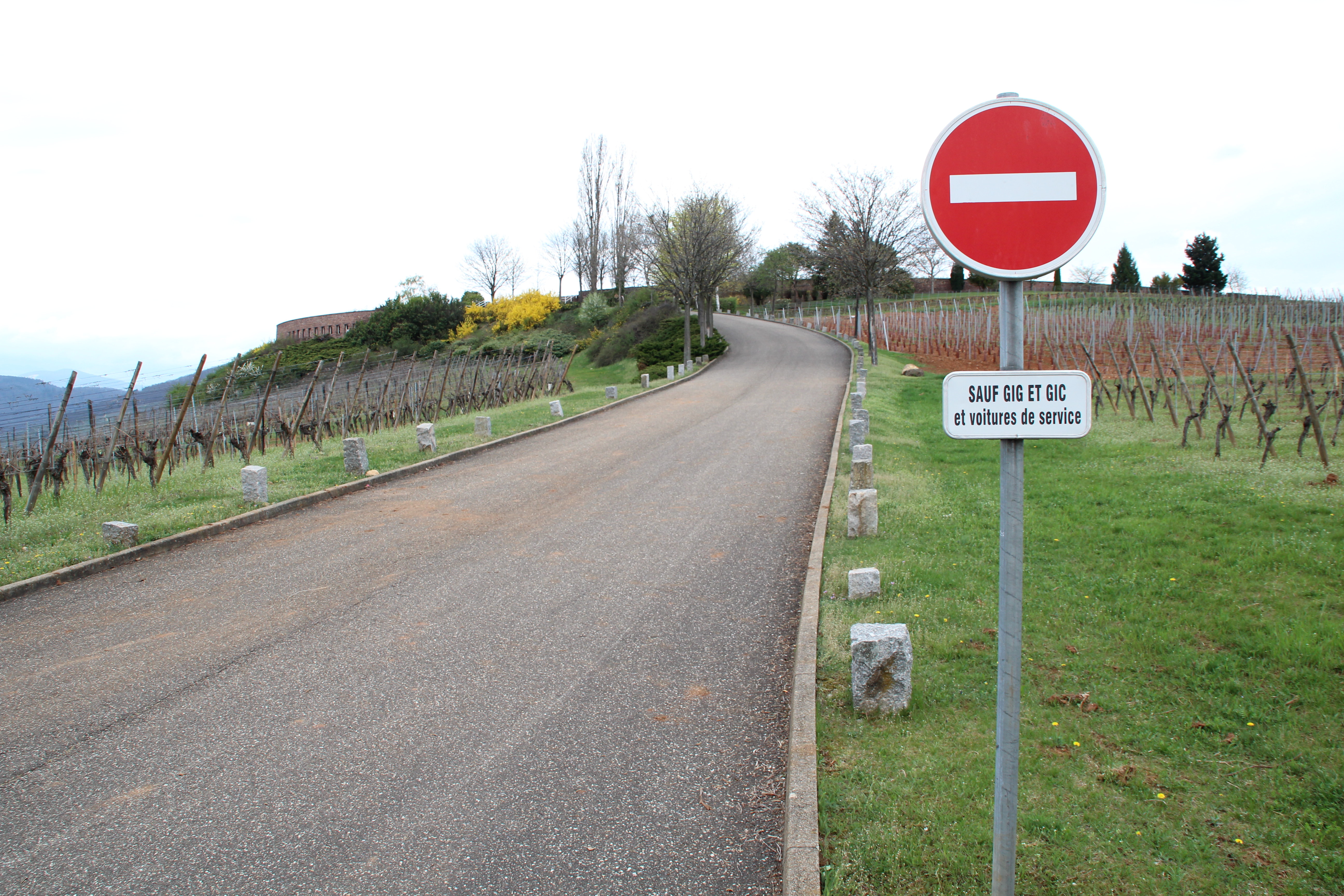
Usage du panneau B1 sur une route, sens interdit aux véhicules sauf grand invalide de guerre (GIG), grand invalide civil (GIC) et voitures de service
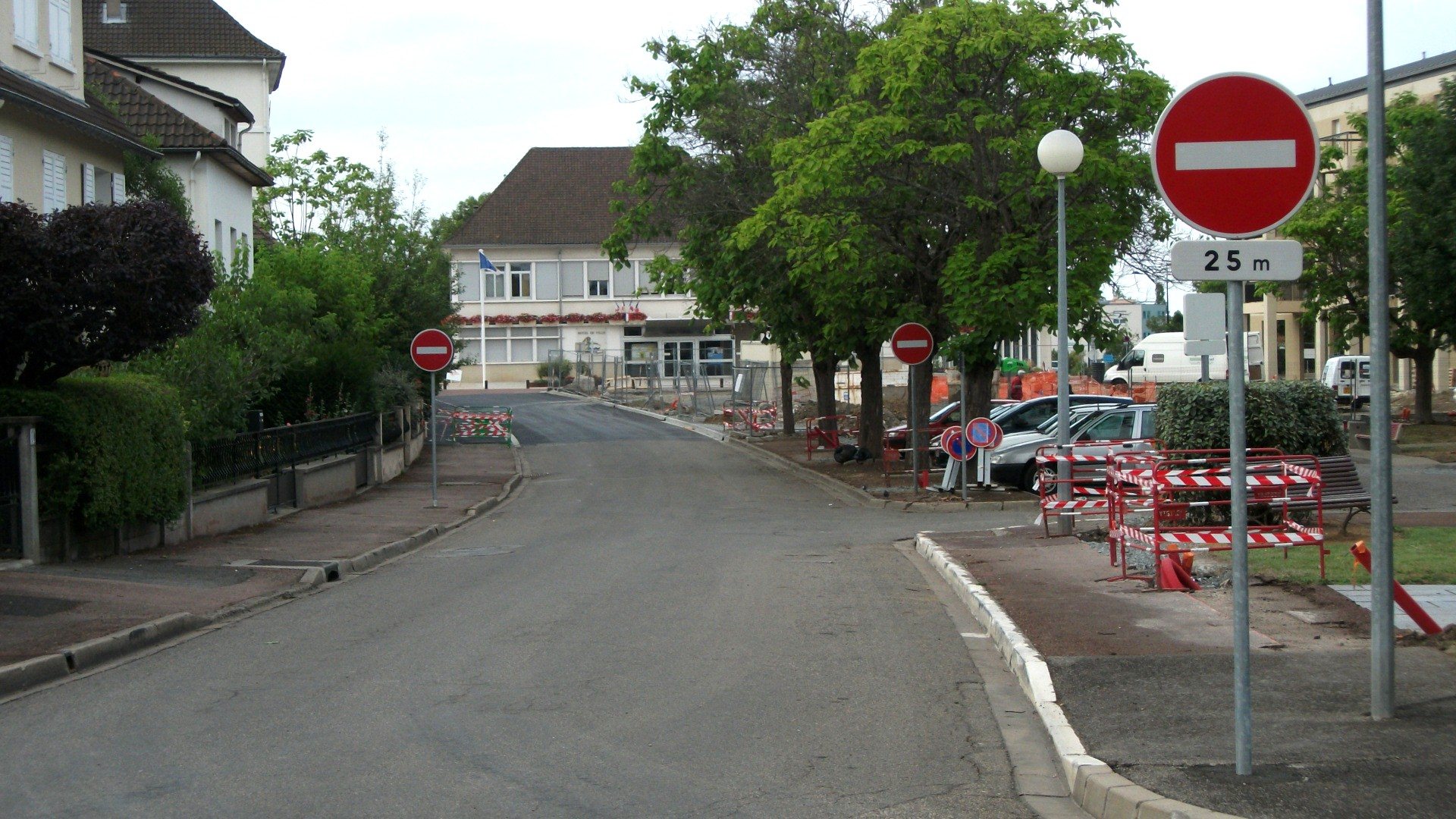
Panneau B1 avec indication de distance : cette rue est en sens interdit 25 mètres après le panneau.
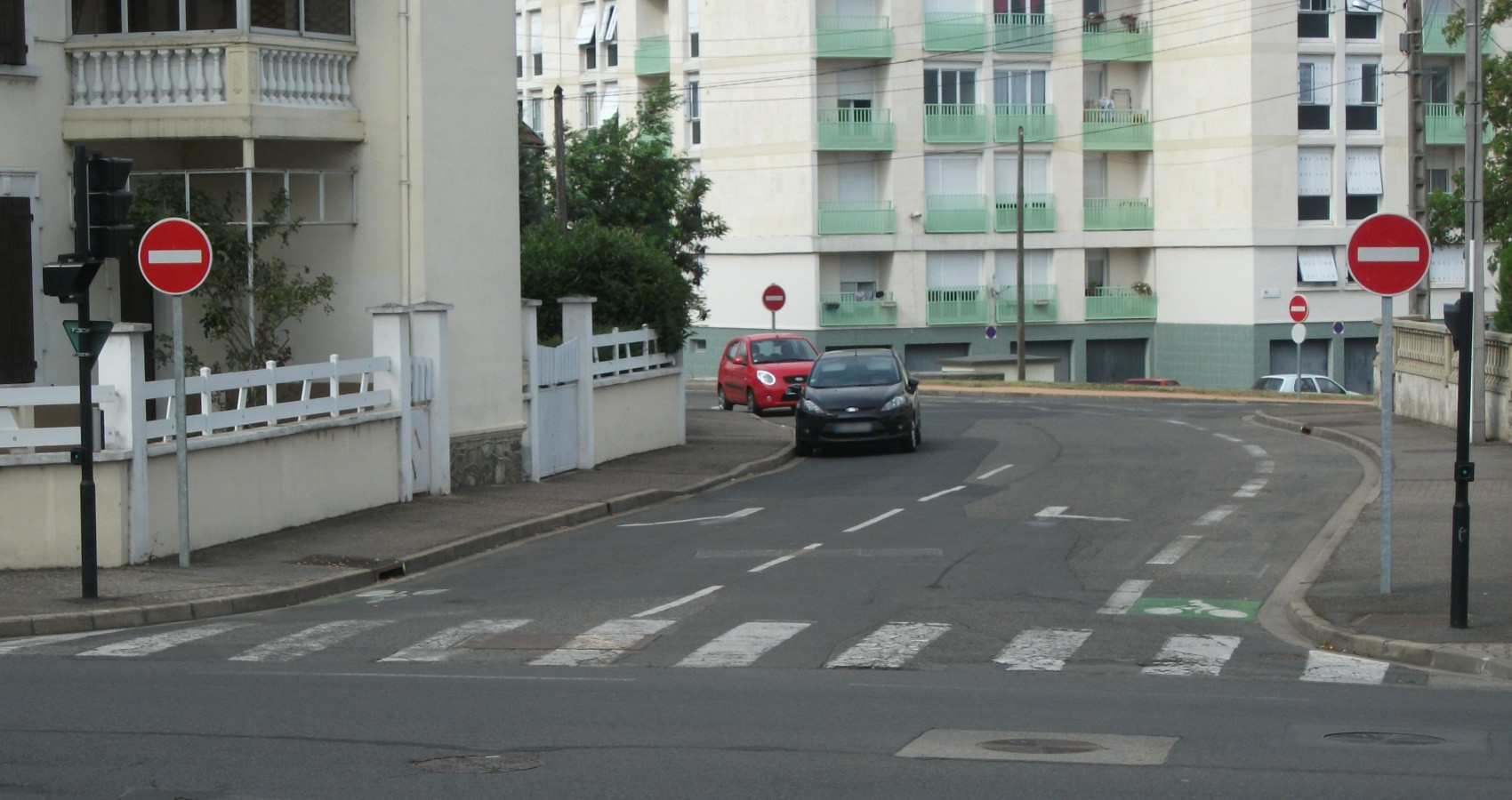
Usage du panneau B1 au débouché d’une rue sur une autre ; pourtant, l’accès est autorisé pour les cyclistes (marquage au sol mais absence du panonceau).
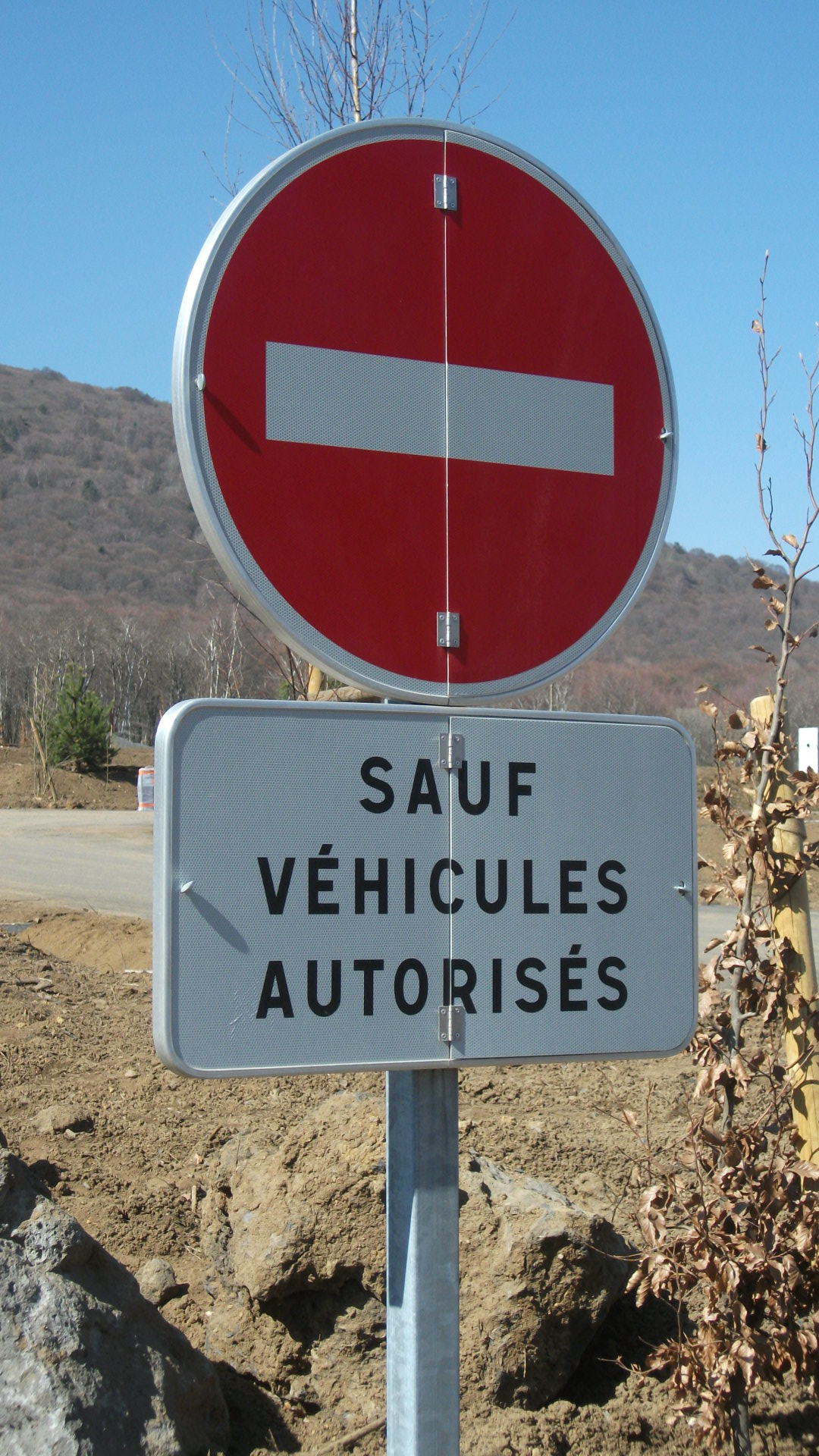
Panneau occultable
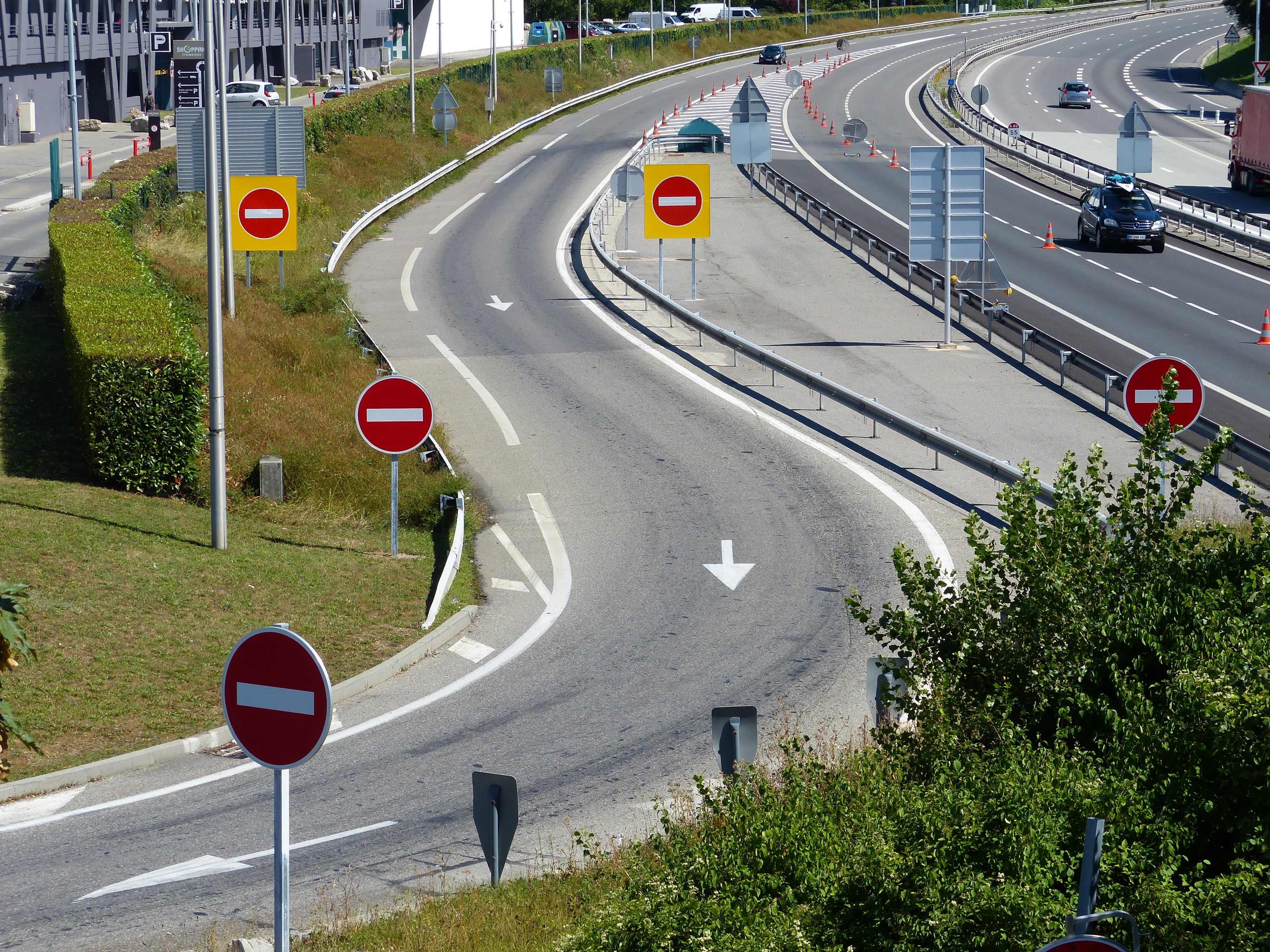
Panneaux B1 et B1j doublés sur une sortie d'autoroute.
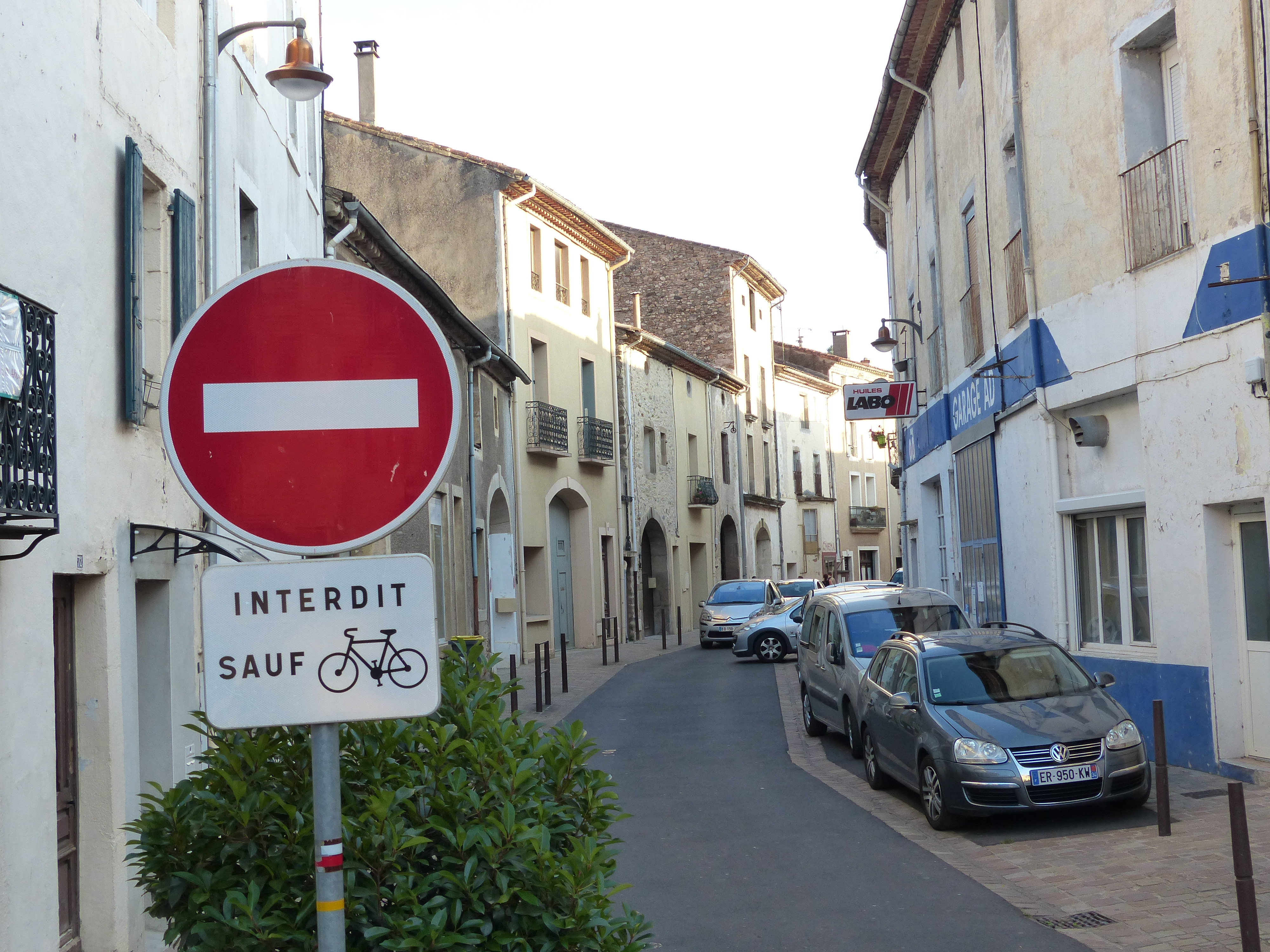
Panneau B1 et panonceau M9v1.
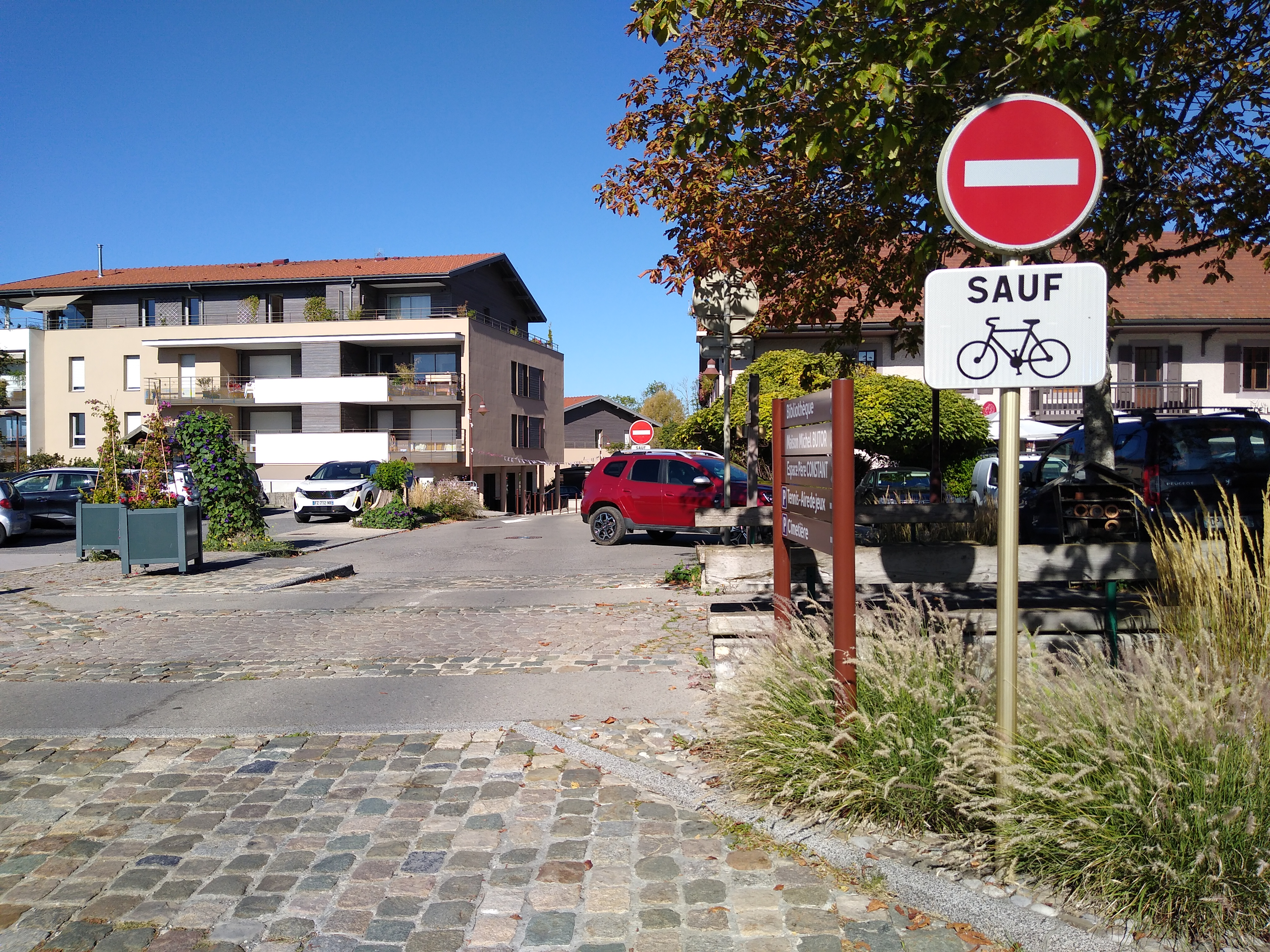
Panneau B1 et panonceau M9v2.

## Caractéristiques
Il existe cinq gammes de dimensions de panneaux de prescription.
Le signal B1 est à fond rouge avec un pictogramme de couleur blanche. Le signal B1j est à fond jaune vif et comporte l’encart du signal B1. L’utilisation de la couleur jaune vif lui est réservée.

## Implantation
Comme la plupart des panneaux de prescription, le panneau B1 est placé au voisinage immédiat de l’endroit où la prescription commence à s’imposer. Il doit être répété après chaque intersection autre que celles avec des voies privées non ouvertes à la circulation publique ou des chemins de terre.

### Distance latérale

Implantation d’un panneau de prescription sur accotement en rase campagne

Sauf contrainte de site, la distance entre l’aplomb de l’extrémité du panneau situé du côté de la chaussée et la rive voisine de cette extrémité ne doit pas être inférieure à 0,70 m.
En rase campagne, les panneaux sont placés en dehors de la zone située en bord de chaussée et traitée de telle façon que les usagers puissent y engager une manœuvre de redirection ou de freinage dite « zone de récupération », ou leur support au minimum à 2 m du bord voisin de la chaussée, à moins que des circonstances particulières s’y opposent (accotements étroits, présence d’une plantation, d’une piste cyclable, d’une voie ferrée, etc.).
En agglomération, les panneaux sont placés de manière à minimiser la gêne des piétons.
Le support d’un signal peut aussi être implanté sur une propriété riveraine ou ancré à une façade après accord du propriétaire ou par application si cela est possible en vertu du décret-loi du 30 octobre 1935 et du décret 57-180 du 16 février 1957.

### Hauteur au-dessus du sol
En rase campagne, la hauteur réglementaire est fixée en principe à 1 m (si plusieurs panneaux sont placés sur le même support, cette hauteur est celle du panneau inférieur), hauteur assurant généralement la meilleure visibilité des panneaux frappés par les feux des véhicules. Elle peut être modifiée compte tenu des circonstances locales soit pour assurer une meilleure visibilité des panneaux, soit pour éviter qu’ils masquent la circulation.
En agglomération, lorsqu’il y a un éclairage public, les panneaux peuvent être placés à une hauteur allant jusqu’à 2,30 m pour tenir compte notamment des véhicules qui peuvent les masquer, ainsi que de la nécessité de ne gêner qu’au minimum la circulation des piétons.

### Position de la face
Le plan de face avant d'un panneau implanté sur accotement ou trottoir doit être légèrement incliné de 3 à 5° vers l'extérieur de la route afin d'éviter le phénomène de réflexion spéculaire qui peut, de nuit, rendre le panneau illisible pendant quelques secondes.

## Visibilité de nuit
Les panneaux et panonceaux de signalisation doivent être visibles et garder le même aspect de nuit comme de jour. Les signaux de danger sont tous rétroréfléchissants ou éventuellement dans certaines conditions définies ci-dessous, éclairés.
Les revêtements rétroréfléchissants doivent avoir fait l’objet, soit d’une homologation, soit d’une autorisation d’emploi à titre expérimental. La rétroréflectorisation porte sur toute la surface des panneaux et panonceaux à l’exception des parties noires ou grises.